# Svenska Torrplåtfabriken
Svenska Torrplåtfabriken i Stockholm tillverkade fotografiska torrplåtar för fotoändamål. 
Tillverkningen av bromsilvergelatinplåtar startade 1893 på Tavastgatan 15 i Stockholm under namnet Thor Bernhardts Svenska Torrplåtfabrik.  Kontoret låg på Brännkyrkagatan 28. Man blev dock tvungen att flytta på grund av störande lukt från produktionen.
Aktiebolaget Svenska torrplåtfabriken startades 1895 av Thor Bernhardt, Helmer Bernhardt och Gustaf Lybäck.
Fabriken på Värmdön grundlades 1896. Man framställde fotografiska torrplåtar i en helt nybyggd, 1200 m² stor fabrik på Viks gård vid Ålstäket. Man använde den allra modernaste utrustningen för tillverkning av torrplåtar och anläggningen hade eget vattenreningsverk och ett luftreningssystem för en absolut dammfri produktionsmiljö.
Thor Bernhardt hade gjort studieresor till Tyskland för att studera torrplåtsproduktion. Den fotografiska torrplåten uppfanns av läkaren Richard Leach Maddox och är en glasskiva överdragen med en tunn emulsion  av ljuskänsligt bromsilvergelatin. Torrplåtar kunde prepareras och torkas för senare användning, till skillnad från jodsilverkollodiumplåtar, våtplåtar, som måste beredas och exponeras i vått tillstånd.  Torrplåtarna öppnade vägen till handkameran. Torrplåtar användes 1870-1975.
Tillverkningen var av så hög och jämn kvalitet att man fick en bronsmedalj och diplom vid Stockholmsutställningen 1897. Men företaget blev ändå utkonkurrerat av tyska fabriker, som kunde hålla lägre priser tack vare massproduktion och företaget försattes i konkurs 1898.
Aktiebolaget Svenska torrplåtfabriken upplöstes 23 november 1903.